# アガメムノン (戦艦)
アガメムノン (HMS Agamemnon) はイギリス海軍の戦艦。ロード・ネルソン級。

## 艦歴
1904年発注。アガメムノンはウィリアム・ベアードモア社 (William Beardmore and Company) のダルミール造船所 (Dalmuir Naval Construction Works) で最初に建造された軍艦であった。1905年5月15日起工。1906年6月23日進水。労働者との争議や、アガメムノン用の12インチ砲が戦艦ドレッドノートの建造を早めるために転用されたことでアガメムノンの完成は大幅に遅れ、1908年6月にようやく竣工した。

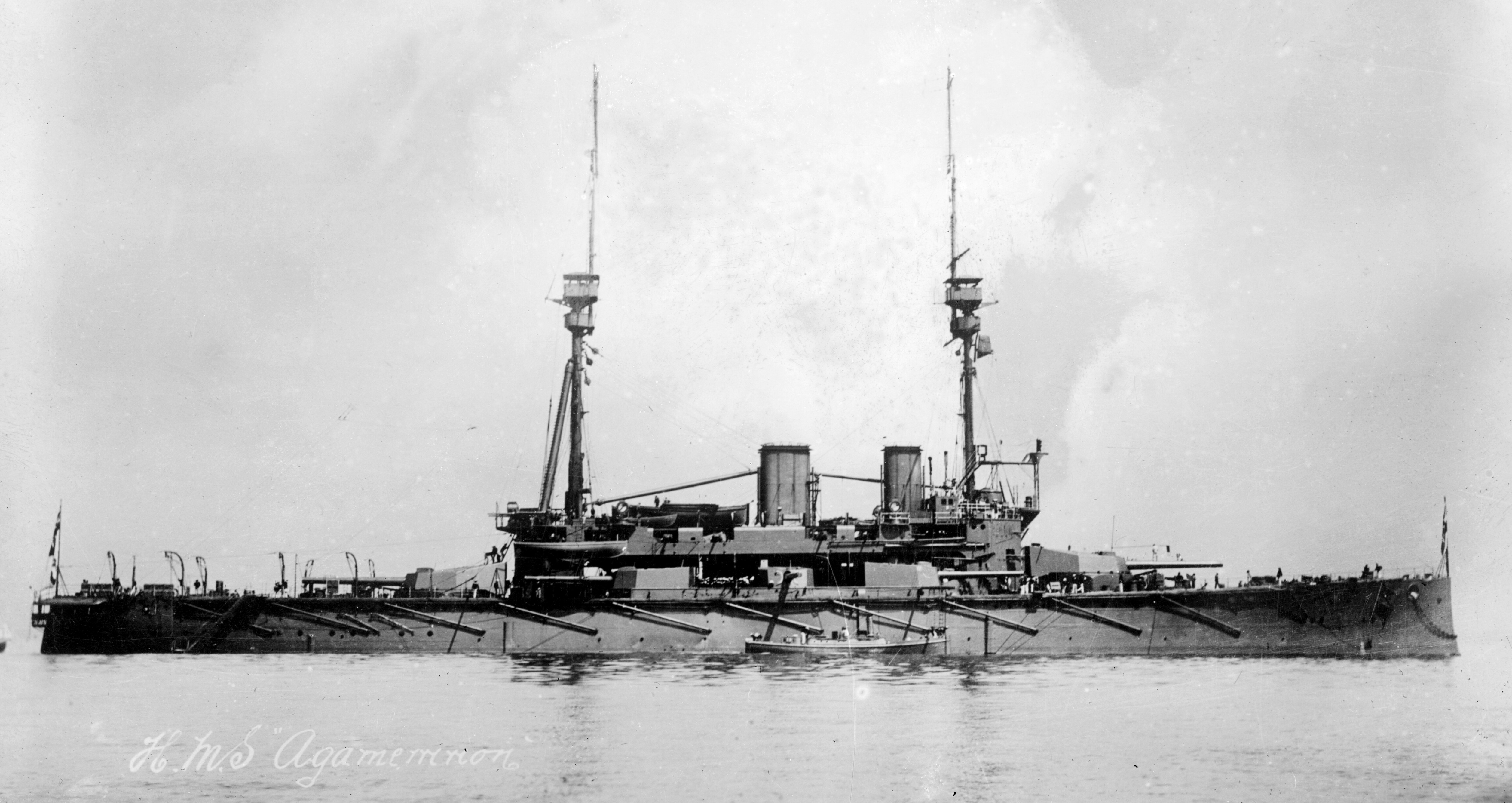

アガメムノンは1908年6月25日に本国艦隊ノア戦隊 (Nore Division) での任務のためチャタム工廠で就役した。1911年2月11日、スペインのフェロルの港で海図に乗っていない岩礁に触れ、艦底を損傷した。1913年9月、アガメムノンは一時的に第4戦艦戦隊に配属された。
1914年8月に第一次世界大戦が始まると、アガメムノンは海峡艦隊の第5戦艦戦隊に配属されポートランドを拠点とした。アガメムノンは他の艦と共にイギリス遠征軍のフランスへの輸送を援護した。1914年11月14日、ドイツ軍の侵攻に備えてイギリス沿岸の警備のためアガメムノンはシアネスへ移された。1914年12月30日にはポートランドに戻り、1915年2月までイングランド南部の港の防衛やイギリス海峡の哨戒に従事した。
1915年2月、アガメムノンはダーダネルス作戦への参加を命じられた。1915年2月9日にポートランドを出発し、2月19日にムドロスでイギリスダーダネルス戦隊 (British Dardanelles Squadron) に加わった。その日はダーダネルス海峡入り口を守るオスマン帝国軍要塞に対する最初の砲撃に2日目であり、アガメムノンもすぐに攻撃に加わった。また、2月終わりには続いて行われた内側の要塞に対する砲撃にも参加した。1915年2月25日、アガメムノンは10分間で7発の240mm砲弾を被弾、水線上に穴が開き3名の死者を出した。
1915年3月4日にアガメムノンは小規模な上陸作戦を支援し、3月6日には別の砲撃に参加した。3月7日、アガメムノンはハミディエ要塞 (Fort Hamidieh) からの激しい砲撃を受け大口径砲弾8発を受けた。またこの日は小口径のほうからも命中弾を受けたが、アガメムノンは上部構造物に損害を負ったものの戦闘や航行能力に大きな問題は生じていなかった。
1915年3月8日、アガメムノンはダーダネルスの要塞群に対する攻撃に参加。この時は6インチ砲台がアガメムノンに対して砲撃を行い、25分間で12回命中させた。内5発は装甲にあたり被害はもたらさなかった。だが残りは装甲に守られていない部分に当たってそれなりの被害をもたらし12インチ砲1基が一時的に使用不能となった。
1915年4月25日、アガメムノンは第5戦隊の一員としてメインの上陸作戦を援護し、それからダーダネルスで活動する連合国の掃海艇や設網艇の護衛のため巡回した。アガメムノンは、オスマン帝国軍の野砲部隊に対する作戦で1915年4月27日から4月30日に間に2度被弾した。3月1日にはオスマン帝国軍に反撃に際して火力支援を実施した。5月6日、アガメムノンは第2次クリチアの戦い (Second Battle of Krithia) に先立ってオスマン帝国の砲兵部隊を砲撃した。
アガメムノンは5月に修理のためマルタへ退き、6月にはダーダネルスへ戻った。1915年12月2日、Kavak橋砲撃でアガメムノンは防護巡洋艦エンディミオン、モニターM33に加わり、橋を何箇所か破壊してガリポリ半島へのオスマン帝国の情報伝達を阻害した。
1916年1月にダーダネルス作戦が終わるとその地域のイギリス海軍部隊は再編され、アガメムノンは東地中海戦隊 (Eastern Mediterranean Squadron) 所属となった。東地中海戦隊は1917年8月にエーゲ海戦隊 (Aegean Squadron) と改称された。戦隊は、連合国支配下の島の防衛やサロニカのイギリス陸軍の支援、ダーダネルス海峡からの巡洋戦艦ヤウズ・スルタン・セリムと巡洋艦ミディッリの出撃に対する警戒のため地域全体に散らばっていた。アガメムノンは戦争の残りの期間をサロニカとムドロスで過ごした。アガメムノンと同型艦のロード・ネルソンは二つの基地の間を交互に行き来したが、主にアガメムノンはムドロスに、ロード・ネルソンはサロニカに滞在した。そのような任務中、サロニカで1917年5月5日にアガメムノンはドイツのツェッペリンLZ85を12ポンド砲で損傷させ不時着させた。
2隻の役目で最も重要であったのは、ヤウズ・スルタン・セリムの出撃から地中海東部を守ることであった。1918年1月20日にヤウズ・スルタン・セリムとミディッリが出撃してきた時、ロード・ネルソンは離れたサロニカにあり、アガメムノンもインブロス島で発生した戦闘に間に合うようムドロスから出航することが出来なかった。アガメムノンが到着する前に、ミディッリは触雷により沈没しヤウズ・スルタン・セリムもダーダネルス海峡に戻った。
アガメムノンは1918年にマルタで修理を行った。1918年10月30日、エーゲ海北部のレムノス島に停泊したアガメムノン艦上でオスマン帝国はムドロス休戦協定に署名した。